# Francesco Bagnaia
Francesco Bagnaia (Torino, 14 gennaio 1997) è un pilota motociclistico italiano, vincitore di 3 titoli mondiali (nel 2018 in Moto2, e nel 2022 e 2023 in MotoGP).

## Biografia
È colloquialmente chiamato Pecco: il soprannome gli fu dato dalla sorella maggiore Carola che da piccola lo chiamava così poiché non riusciva ancora a pronunciare il nome Francesco.
Appassionato di basket e tifoso della Juventus, dal 2016 è legato sentimentalmente a Domizia; la coppia si è sposata nel 2024.

## Carriera

### Gli inizi
Cresciuto a Chivasso, comincia a farsi notare nelle categorie Minimoto e MiniGP, della quale diventa campione europeo nel 2009. Nel 2010 corre nel campionato mediterraneo 125 PreGP, concludendo secondo. Nel 2011 e nel 2012 prende parte al campionato spagnolo velocità, classificandosi al terzo posto finale, prima nella classe 125 e poi nella classe Moto3, e ottenendo in ciascuna stagione una vittoria in gara.

### Moto3

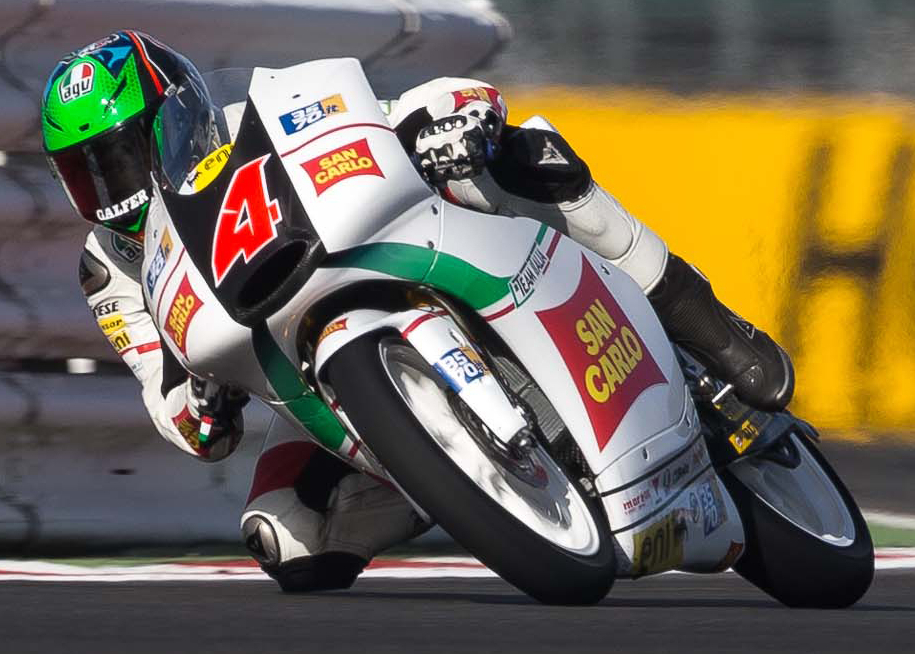
Bagnaia sulla FTR M313 Moto3 del Team Italia a Silverstone nel 2013.

Esordisce nel motomondiale nel 2013, in Moto3, con la FTR M313 del Team Italia, squadra ufficiale della Federazione Motociclistica Italiana, avendo come compagno di squadra Romano Fenati. Alla sua stagione d'esordio, non ottiene punti. Nel 2014 entra a far parte di VR46 Racing, neonato team di proprietà di Valentino Rossi, guidando una KTM RC 250 GP; sceglie come numero di gara il 21, e trova ancora Fenati come compagno di box. Nel primo Gran Premio stagionale in Qatar riesce ad ottenere i suoi primi punti nella classifica iridata. Ottiene come miglior risultato un quarto posto in Francia e termina la stagione al 16º posto con 50 punti. In questa stagione è costretto a saltare i Gran Premi d'Olanda e Germania, a causa della frattura del radio sinistro, rimediata nel warm up del Gran Premio d'Olanda.

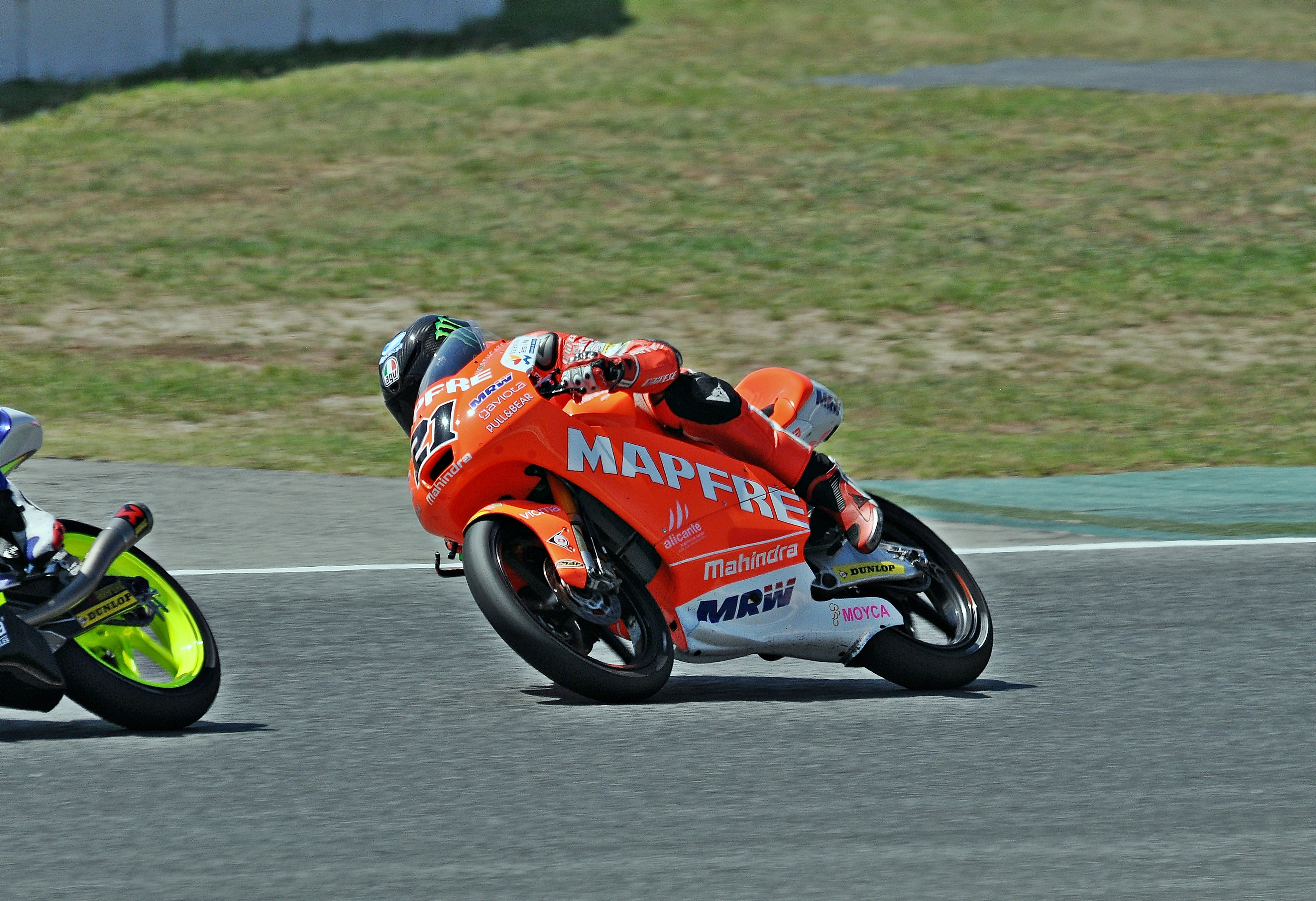
Bagnaia su Mahindra MGP3O dell'Aspar Team in Catalogna nel 2015.

Nel 2015 passa all'Aspar Team, in sella a una Mahindra MGP3O, con compagni di squadra gli spagnoli Jorge Martín e Juanfran Guevara. In occasione del Gran Premio di Francia coglie il suo primo podio nel motomondiale, concludendo la gara al terzo posto. Chiude la stagione al 14º posto, con 76 punti all'attivo.
Nel 2016 rimane nello stesso team, con compagno di squadra ancora Martín. La stagione si apre con un terzo posto in Qatar. Si ripete a Jerez, gara in cui è protagonista di una battaglia con Jorge Navarro e Nicolò Bulega. Torna sul terzo gradino del podio al Mugello, dove sopravanza Niccolò Antonelli al fotofinish. Vince la sua prima gara ad Assen il 26 giugno 2016, davanti a Fabio Di Giannantonio e Andrea Migno, conquistando così la prima vittoria nel motomondiale per il costruttore Mahindra. Giunge secondo in Gran Bretagna, dopo essere partito dalla pole position. Vince anche il Gran Premio della Malesia davanti a Jakub Kornfeil. Chiude la stagione al quarto posto in classifica piloti, con 145 punti all'attivo.

### Moto2
Nel 2017 si trasferisce in Moto2 tornando nel team VR46, stavolta alla guida di una Kalex; cambia il numero da 21 a 42, e trova come compagno di squadra il connazionale Stefano Manzi. Il 7 maggio conquista il suo primo podio di classe nel Gran Premio di Spagna, sul circuito di Jerez de la Frontera, arrivando secondo dietro ad Álex Márquez. Si ripete il 21 dello stesso mese a Le Mans, quando chiude 2º dietro a Franco Morbidelli e davanti a Thomas Lüthi. In Germania e San Marino giunge terzo. Conclude la stagione al 5º posto con 174 punti.

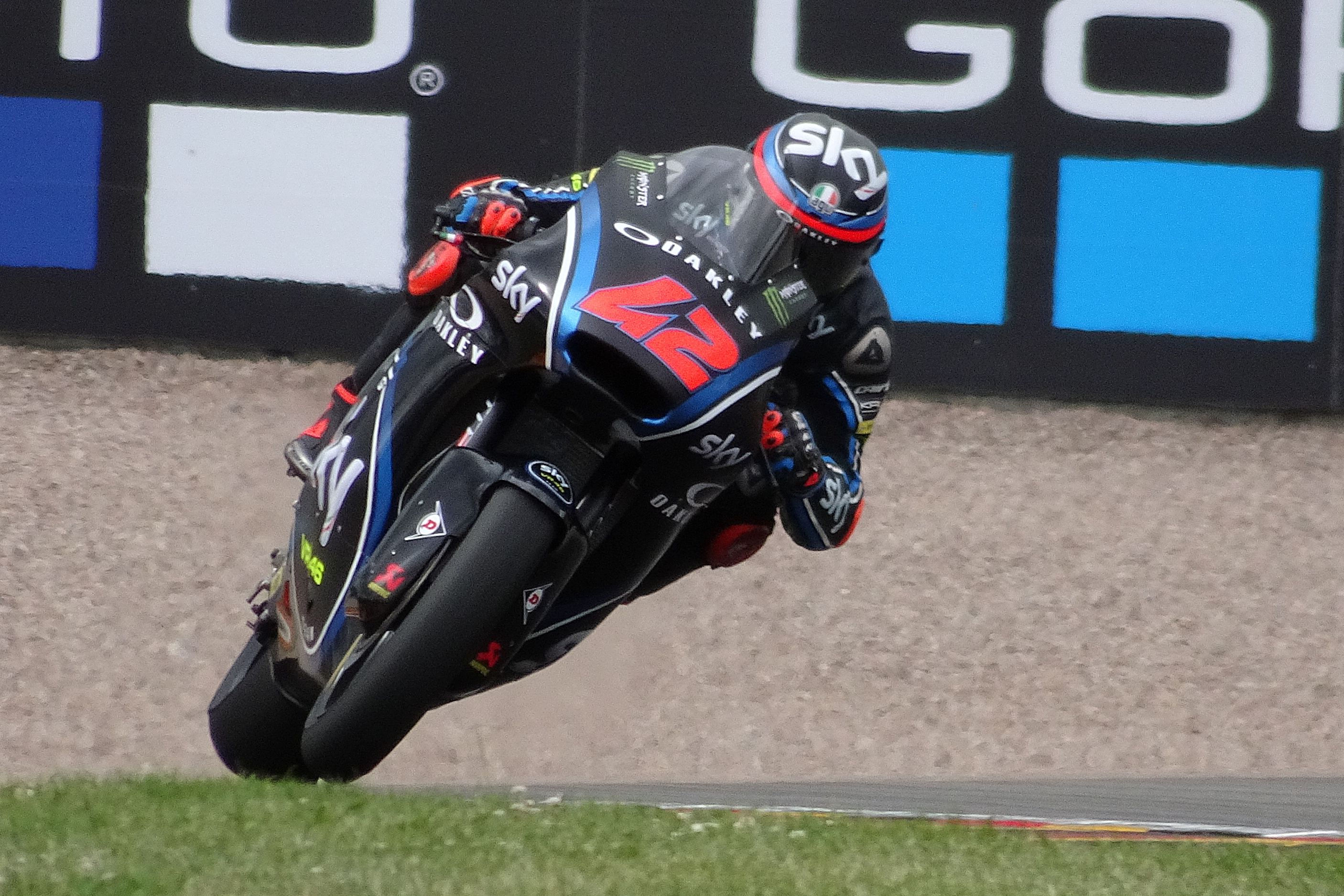
Bagnaia su Kalex Moto2 di VR46 Racing al Sachsenring nel 2017.

Il 21 febbraio 2018 annuncia il suo prossimo passaggio in MotoGP, in seno al team Pramac Racing, per il biennio 2019-2020.
Fattanto per la stagione 2018 rimane in VR46, con Luca Marini, fratello minore di Rossi, quale nuovo compagno di squadra. Ottiene una vittoria in Qatar e si ripete in Texas. Giunge terzo in Spagna. In Francia e Olanda vince dopo essere partito dalla pole position. In Repubblica Ceca giunge terzo. In Austria vince dopo essere partito dalla pole position. In Gran Bretagna ottiene la pole position, ma la gara viene cancellata a causa delle cattive condizioni atmosferiche. Nel Gran Premio di San Marino e della Riviera di Rimini vince dopo essere partito dalla pole position. In Aragona giunge secondo. Vince in Thailandia, contribuendo così, grazie anche al secondo posto di Marini, alla prima doppietta in gara per VR46; in questa circostanza, inoltre, Bagnaia ottiene la vittoria numero 800 per un pilota italiano nel motomondiale. Vince in Giappone dopo essere partito dalla pole position. In Malesia giunge terzo al traguardo, piazzamento che gli consente di conquistare il suo primo mondiale con una gara di anticipo. Conclude la stagione con 306 punti iridati.

### MotoGP

#### Pramac Racing (2019-2020)

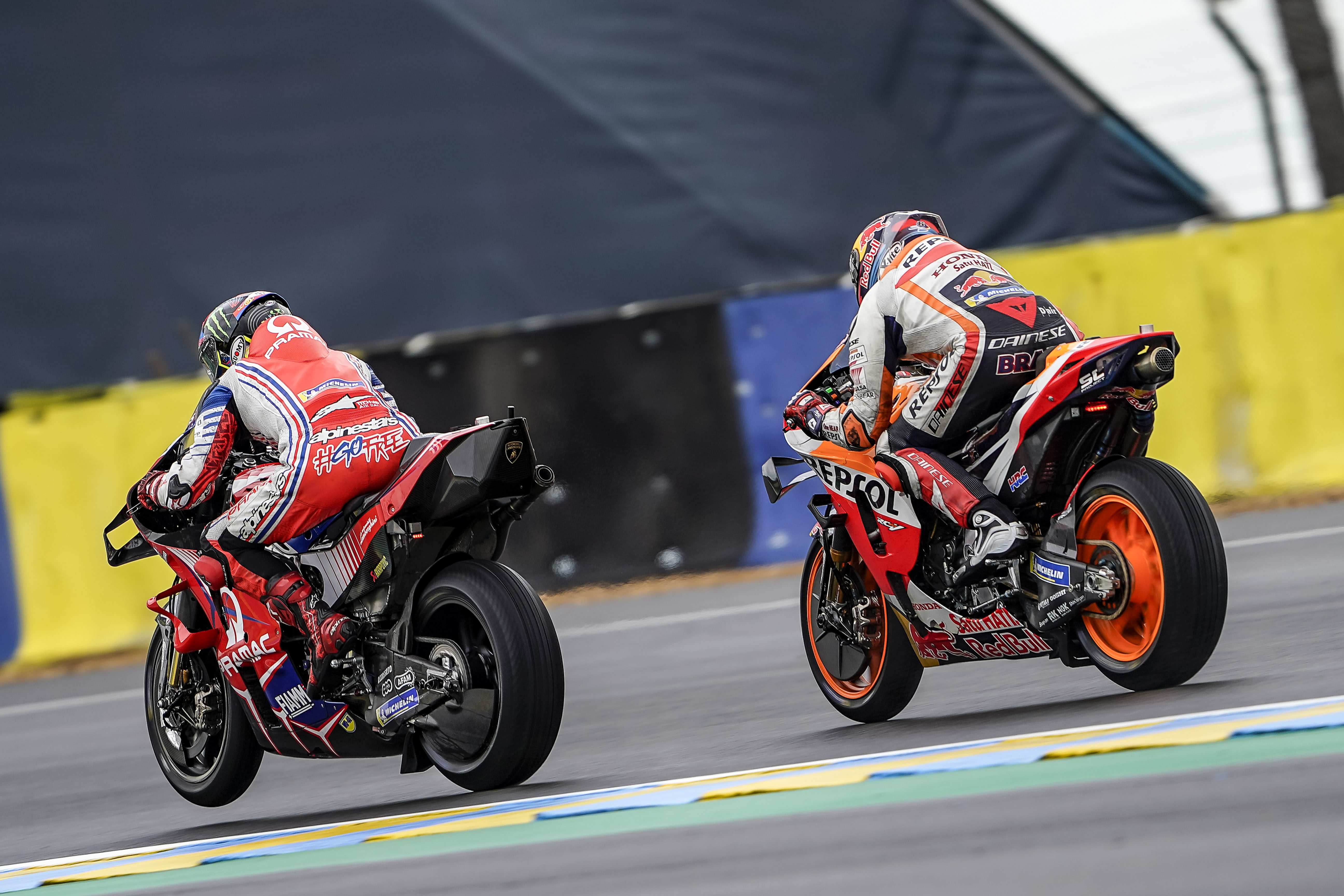
Bagnaia (a sinistra), su Ducati Desmosedici MotoGP di Pramac Racing, in battaglia con Stefan Bradl a Le Mans nel 2020.

Nel 2019, col numero 63, debutta in classe regina in sella alla Ducati Desmosedici del team satellite Pramac Racing. Nel corso dell'anno l'inesperienza lo porta a collezionare una serie di ritiri; tuttavia si fa notare nel Gran Premio d'Australia dove arriva quarto, dopo essere partito dalla quindicesima posizione in griglia. Chiude la stagione al 15º posto con 54 punti. In questa stagione è costretto a saltare il Gran Premio della Comunità Valenciana, per la frattura del polso sinistro rimediata nelle prove libere dello stesso.
Nel 2020 rimane nello stesso team. In questa stagione è costretto a saltare i Gran Premi di Repubblica Ceca, Austria e Stiria, per la frattura della tibia destra rimediata nelle prove libere di Brno. Il 13 settembre ottiene il suo primo podio in MotoGP sul circuito di Misano, concludendo la gara al secondo posto. Termina la stagione al 16º posto con 47 punti.

#### Ducati Corse (2021-)
Nel 2021 passa nel team ufficiale Ducati Corse. In occasione del primo Gran Premio della stagione in Qatar, conquista la sua prima pole position nella massima categoria, concludendo la gara al terzo posto. Giunge secondo in Portogallo, Spagna e Austria. Il 12 settembre vince la sua prima gara in MotoGP ad Aragon dopo essere partito dalla pole position. Si ripete nel Gran Premio di San Marino. Nel Gran Premio delle Americhe giunge terzo dopo essere partito dalla pole position. Ottiene la pole position anche nel Gran Premio dell'Emilia-Romagna. Nel Gran Premio dell'Algarve vince dopo essere partito dalla pole position. Vince ancora nell’ultima gara della stagione, il Gran Premio della Comunità Valenciana. Chiude la stagione al secondo posto a 26 punti dal campione Fabio Quartararo su Yamaha.

##### Il primo titolo in classe regina (2022)

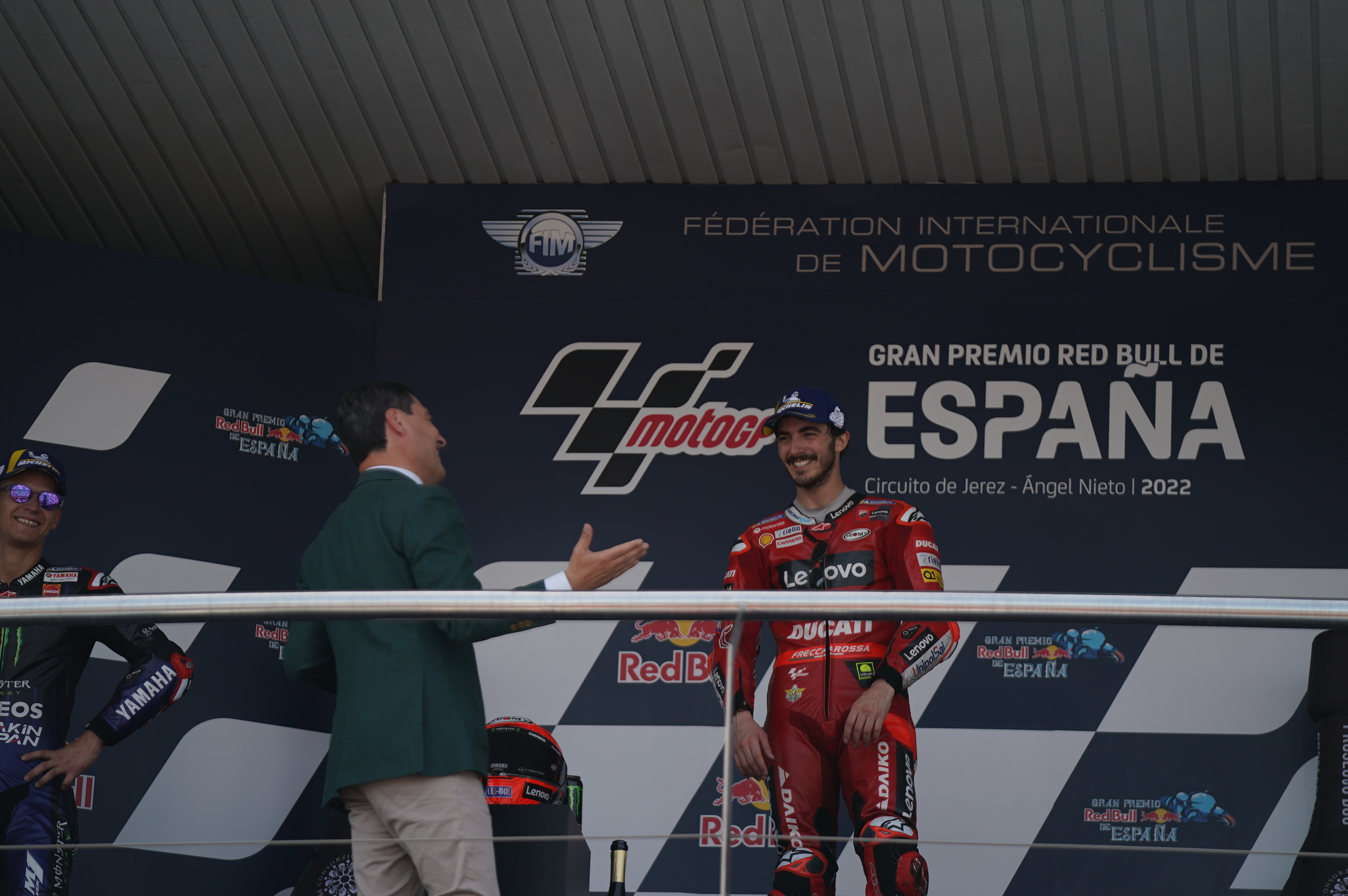
Bagnaia premiato come vincitore del Gran Premio di Spagna 2022.

Poco prima della gara inaugurale della stagione 2022 in Qatar, Bagnaia e Ducati decidono di scartare il nuovo motore della GP22 e mantenere un motore 2021 aggiornato. Dopo le prime gare lontano dal podio, Bagnaia conquista la pole position a Jerez, trasformandola in vittoria il giorno successivo. A Le Mans cade mentre occupa la seconda posizione dietro ad Enea Bastianini, ma nella gara successiva al Mugello torna alla vittoria dopo essere partito quinto in griglia. Nelle due gare successive cade e non ha la possibilità di concludere le gare.
Torna alla vittoria ad Assen prima della pausa estiva, a seguito della quale prosegue la striscia positiva con tre vittorie consecutive a Silverstone, a Spielberg e in occasione Gran Premio di San Marino a Misano. Nel Gran Premio d'Aragona interrompe la sua striscia di vittorie arrivando secondo dietro a Bastianini. Dopo il ritiro in Giappone ottiene due terzi posti, in Thailandia e in Australia salendo in testa alla classifica generale. Torna alla vittoria in occasione del Gran Premio della Malesia, a seguito del quale consolida il vantaggio sul rivale Quartararo staccandolo di 23 punti in classifica.

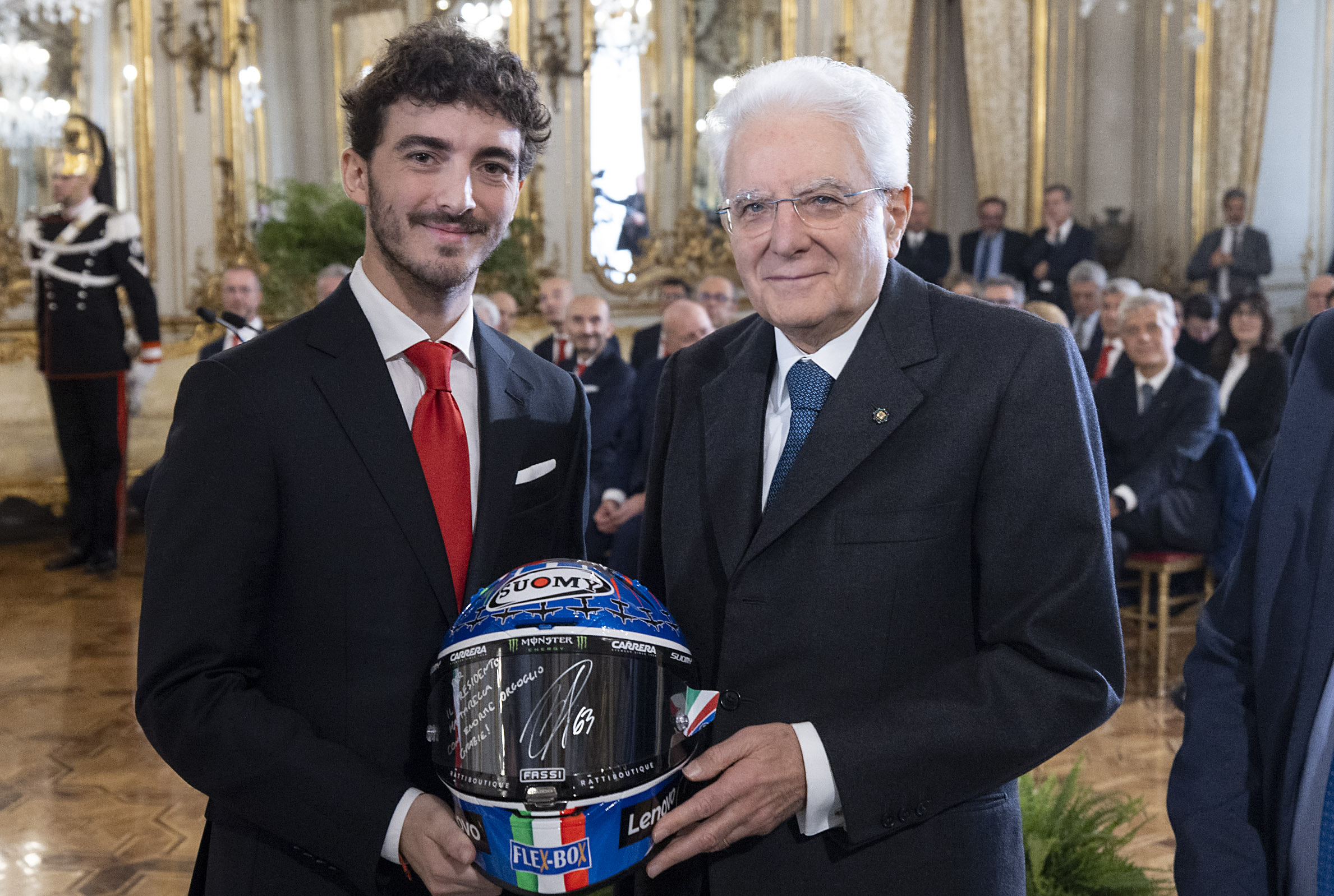
Bagnaia, neocampione MotoGP 2022, insieme al presidente della Repubblica Italiana, Sergio Mattarella.

Con il nono posto ottenuto nel Gran Premio di Valencia, a fronte della quarta posizione del pilota francese, vince il suo primo titolo mondiale in classe regina con 17 punti di vantaggio sul secondo in classifica, divenendo il secondo italiano a vincere un titolo in MotoGP (settimo contando anche la 500), 13 anni dopo l'ultimo conquistato da Valentino Rossi e riportando il titolo alla Ducati 15 anni dopo Casey Stoner. Inoltre, è diventato il quarto italiano (dopo Umberto Masetti nel 1952 e Libero Liberati nel 1957 con la Gilera e le vittorie di Giacomo Agostini con la MV Agusta, l'ultima nel 1972) a vincere il mondiale nella top class con una moto italiana, 50 anni dopo l'ultima volta.

##### Il secondo titolo consecutivo (2023)
Per la stagione 2023, in MotoGP vengono introdotte le Sprint in tutti i fine settimana di gara. Nel primo evento stagionale, in Portogallo, Bagnaia ottiene subito una doppietta, vincendo sia la Sprint che la gara. Dopo un Gran Premio complicato in Argentina, il piemontese ottiene la vittoria nella Sprint del Gran Premio delle Americhe, ma in gara cade mentre era in testa alla corsa. In Spagna chiude secondo dietro Brad Binder nella Sprint, mentre ottiene la sua seconda vittoria stagionale in gara. Al Mugello ottiene la sua seconda doppietta, facendo sue sia la Sprint sia la gara, mentre nell'appuntamento successivo, in Germania, Bagnaia si deve accontentare del secondo posto in entrambe le corse dietro a Jorge Martín. Nel Gran Premio d'Olanda ad Assen ottiene la sua quarta vittoria, davanti a Marco Bezzecchi, il quale lo precede però nella Sprint. Dopo il secondo posto in Gran Bretagna, l'italiano conquista al Red Bull Ring un'altra doppietta.

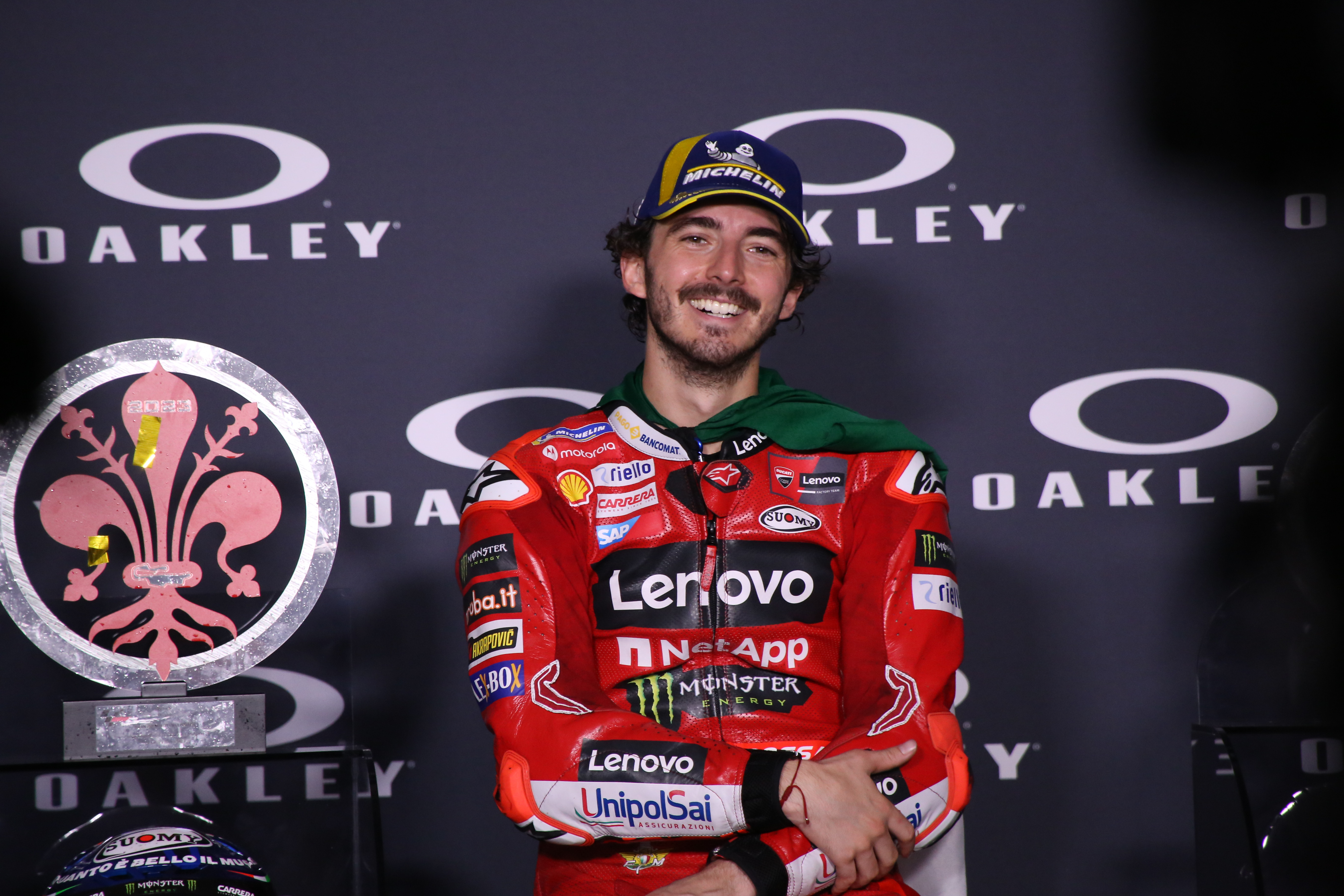
Bagnaia dopo la vittoria del Gran Premio d'Italia 2023.

Nel Gran Premio di Catalogna ottiene il secondo posto nella Sprint dietro ad Aleix Espargaró. Nella gara di domenica, dopo essere scattato dalla pole position, dopo poche curve viene sbalzato dalla sua Desmosedici in mezzo alla pista e viene colpito alla gamba dalla KTM RC16 di Binder che sopraggiungeva alle sue spalle: a dispetto della drammatica dinamica dell'incidente, Bagnaia ne esce senza fratture ma solo con delle contusioni. Può tornare in pista già nel weekend successivo a Misano dove, pur con una condizione fisica ancora precaria, ottiene due terzi posti.
L'incidente di Barcellona è tuttavia uno spartiacque nella stagione, poiché nella seconda parte della stessa inizia la rimonta in classifica di Martín, in sella alla Desmosedici del team Pramac, che emerge quale più concreto rivale al titolo. Dopo una serie di risultati positivi per lo spagnolo, tra cui la vittoria della Sprint in Indonesia, per la prima volta Bagnaia perde la testa della classifica; tuttavia il giorno dopo il piemontese torna subito in vetta, vincendo il Gran Premio dopo una rimonta dal 13º posto della griglia. Dopo il weekend della Malesia, in cui grazie a due terzi posti riesce a tenere a distanza Martín, in Qatar si piazza 5º nella Sprint e 2º nel Gran Premio, in quest'ultimo dietro al connazionale Fabio Di Giannantonio autore della sua prima vittoria in classe regina, consolidando a 21 punti il vantaggio sul rivale spagnolo. Nel weekend successivo, ultimo della stagione, il vantaggio in classifica gli avrebbe consentito, aritmeticamente, di poter vincere il titolo mondiale già dalla gara sprint di Valencia se avesse ottenuto 4 punti di vantaggio in più sul rivale. Tuttavia, il quinto posto di Bagnaia ed il primo posto di Martín nella gara corta di Valencia rimandano definitivamente la resa dei conti tra i due rivali al Gran Premio del giorno successivo. Bagnaia vincerà la gara, laureandosi campione del mondo per la seconda volta consecutiva in top class.

##### 2024
La stagione 2024 inizia per Bagnaia con il quarto posto nella Sprint e la vittoria nel Gran Premio del Qatar. In Portogallo incappa nel primo ritiro stagionale, a seguito di un contatto con Marc Márquez, mentre non è brillante nel fine settimana del Gran Premio delle Americhe ottenendo un ottavo posto nella Sprint ed un quinto posto la domenica. A Jerez cade nella Sprint dopo un contatto con Brad Binder e Marco Bezzecchi, mentre nella gara domenicale vince dopo un duello negli ultimi giri con Marc Márquez. Cade anche nelle due Sprint successive, mentre alla domenica ottiene un terzo posto a Le Mans e vince per la prima volta il Gran Premio di Catalogna. Nella gara di casa al Mugello, si aggiudica, come l'anno precedente, entrambe le prove avvicinandosi alla vetta della classifica occupata da Jorge Martín. Ripete gli stessi risultati a fine giugno ad Assen, dove parte per la prima volta in stagione dalla pole position, vincendo quindi cinque gare di fila tra Sprint e Gran Premi. In Germania chiude al terzo posto la Sprint, e alla domenica vince sfruttando la caduta di Martín, a pochi giri dal termine della gara, tornando così in testa alla classifica mondiale.

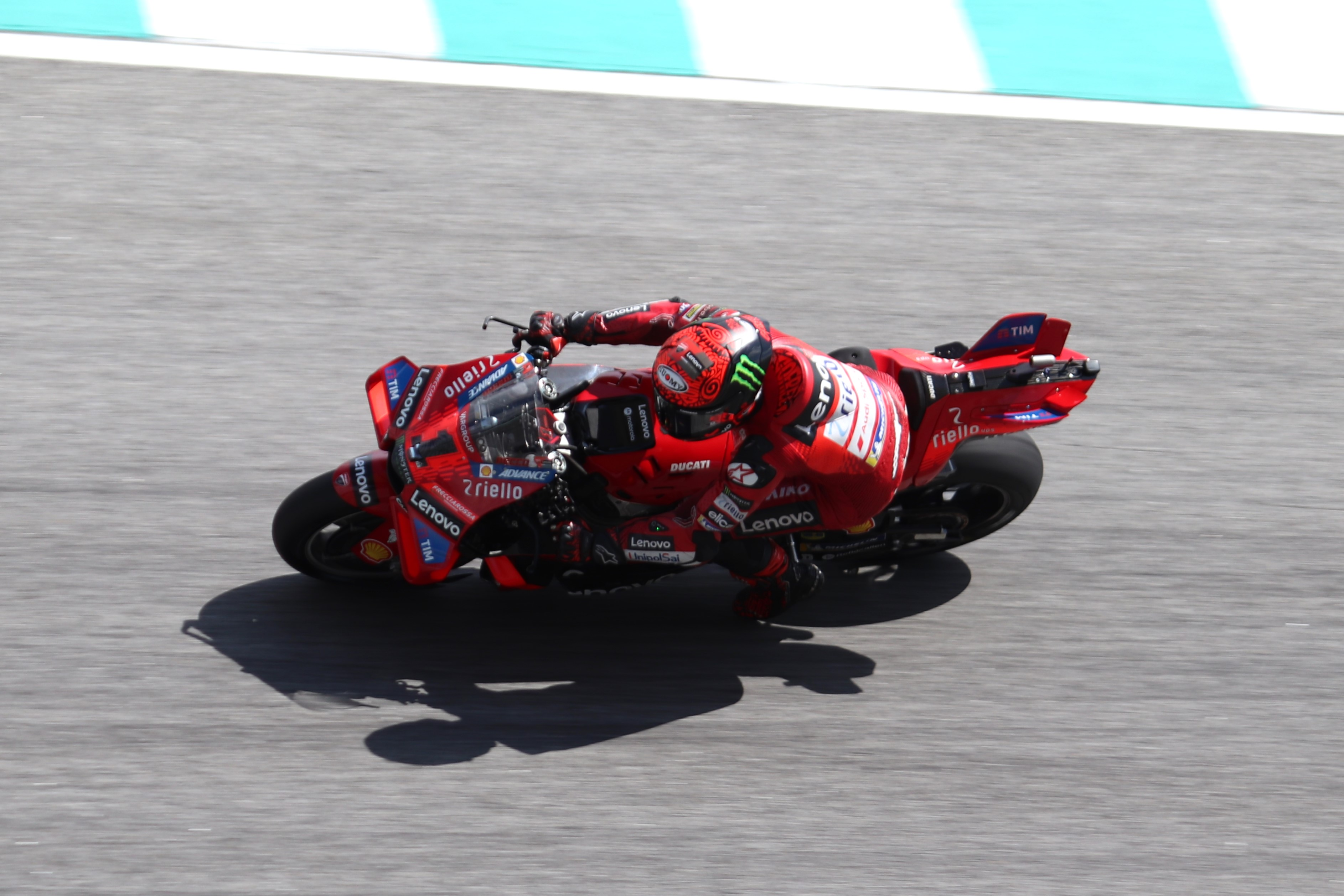
Bagnaia nel Gran Premio della Malesia 2024, dove coglie la decima delle sue 11 vittorie stagionali.

A Silverstone cade nella Sprint e chiude terzo la domenica, regredendo nuovamente al secondo posto in classifica a favore dello spagnolo. Ottiene la terza doppietta stagionale in Austria, chiudendo entrambe le gare davanti al rivale spagnolo e superandolo nuovamente in classifica. Ottiene un solo punto nella Sprint del Gran Premio d'Aragona, mentre in gara cade durante una lotta per il terzo posto, a seguito di un contatto con Álex Márquez; già dopo la prestazione del sabato, cede la vetta della classifica per la seconda volta a Martìn.
Dopo due secondi posti al Gran Premio di San Marino e della Riviera di Rimini, vince le due Sprint successive, mentre ottiene la quarta doppietta della stagione in Giappone; a Motegi, inoltre, tocca il traguardo della 900ª vittoria italiana nel motomondiale. In Thailandia parte dalla pole e ottiene la nona vittoria stagionale, la sua prima in MotoGP sul bagnato, eguagliando la stessa quota raggiunta precedentemente in top class da Valentino Rossi, Casey Stoner, Jorge Lorenzo e Marc Márquez.
A Sepang scatta nuovamente dal palo e conquista il suo decimo Gran Premio in stagione; una caduta nella Sprint del giorno prima, tuttavia, fa si che si presenti all'ultimo appuntamento dell'anno, corso eccezionalmente di nuovo a Barcellona (per via dell'alluvione di Valencia), in svantaggio rispetto al capoclassifica Martín. Qui, partendo dalla pole, a Bagnaia non basta la quinta doppietta dell'anno tra Sprint e Gran Premio, poiché due terzi posti del rivale spagnolo permettono a quest'ultimo di vincere il mondiale a discapito dell'italiano, che chiude la stagione al secondo posto, con 498 punti e 18 successi complessivi: per paradosso a Bagnaia non basta vincere 11 Gran Premi – quinto di sempre a inanellare un simile ruolino stagionale nella storia del motomondiale, dopo Giacomo Agostini, Michael Doohan, Marc Márquez e il suo mentore Valentino Rossi –, contro i soli tre di Martín, e totalizzare 31 punti in più della stagione precedente, per riconfermarsi iridato.

###### 2025

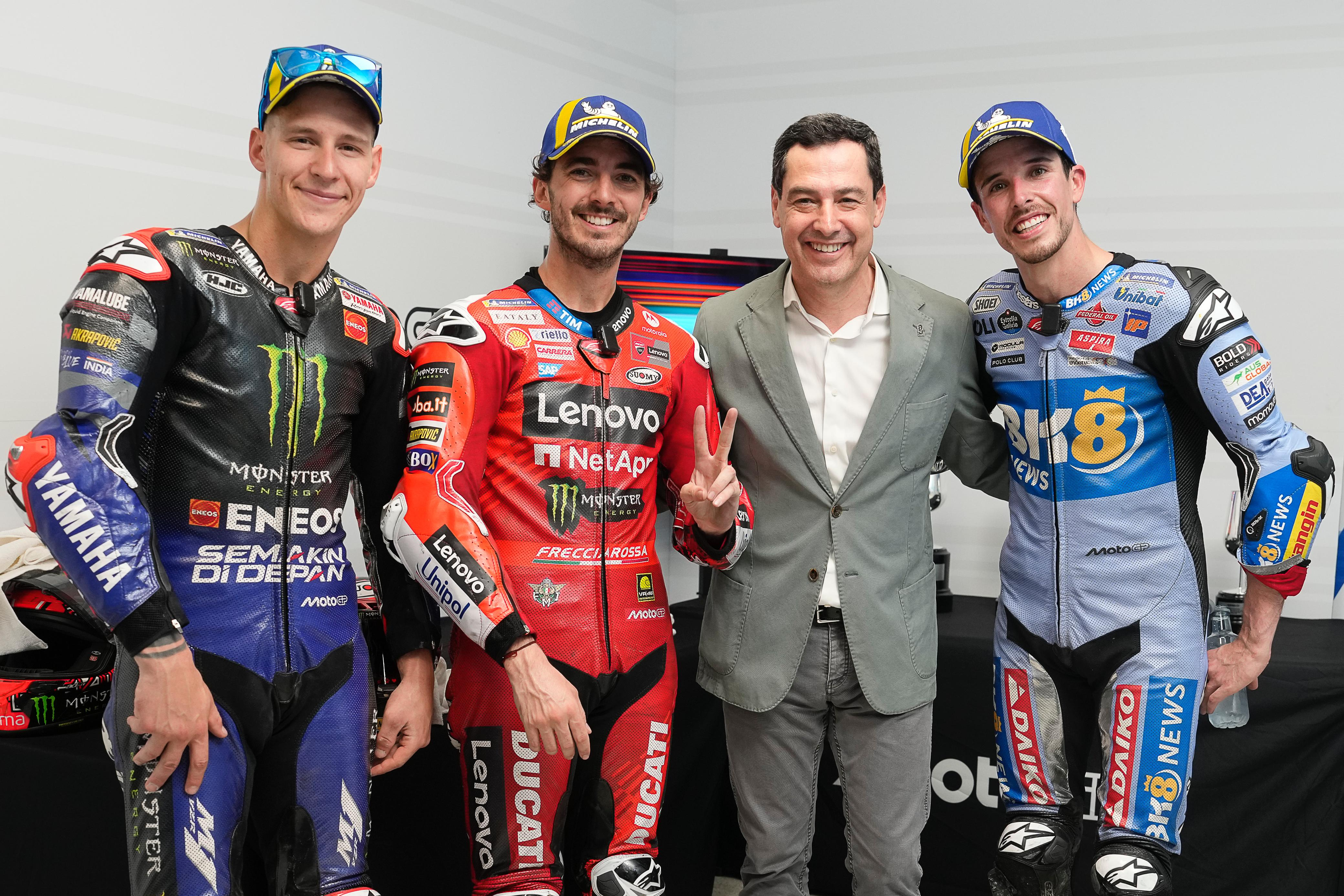
Da sinistra: Fabio Quartararo, Bagnaia, il presidente andaluso Moreno e Álex Márquez in occasione del Gran Premio di Spagna 2025.

La stagione 2025 lo vede con il plurititolato Marc Márquez quale nuovo compagno di box. Il torinese inizia il campionato con tre terzi posti consecutivi, dietro rispettivamente ai due fratelli Marc e Álex Márquez, mentre nella gara lunga in Argentina giunge quarto dietro anche a Morbidelli. Dopo un altro terzo posto al sabato ad Austin, torna a vincere nella gara lunga, in quella che è la sua prima vittoria sul circuito texano in classe regina.
Giunge ottavo nella Sprint in Qatar; il giorno dopo conclude il Gran Premio al terzo posto, ma avanza a secondo a seguito della penalità inflitta a Maverick Viñales. Ottiene altri due terzi posti a Jerez, mentre conclude il fine settimana a Le Mans con un doppio zero, cadendo nella Sprint e concludendo il Gran Premio sedicesimo, dopo essere caduto a seguito di un contatto con Bastianini al primo giro. Chiude sesto il sabato a Silverstone, mentre incappa in un altro ritiro la domenica, cadendo mentre era dodicesimo. Torna sul podio alla domenica di Aragon, dopo aver concluso la Sprint fuori dalla zona punti. Al Mugello scatta secondo dietro al compagno di squadra: chiude nuovamente terzo la Sprint, dietro ai fratelli Márquez, mentre conclude il Gran Premio quarto, anche alle spalle di Fabio Di Giannantonio.
Ad Assen conquista la seconda posizione in qualifica, concludendo la Sprint al quinto posto e il Gran Premio nuovamente a podio, con un terzo posto dietro al compagno di squadra e al connazionale Marco Bezzecchi su Aprilia. Al Sachsenring, complici le difficili condizioni meteo del sabato, ottiene un dodicesimo posto nella Sprint; risale fino al terzo posto nel Gran Premio del giorno successivo, dietro ai fratelli Márquez.

## Risultati nel motomondiale
| 2013 | Classe | Moto      |    |    |    |    |    |    |    |    |    |     |    |     |     |    |    |     |    |     |  |  |  |  | Punti | Pos. |
| ---- | ------ | --------- | -- | -- | -- | -- | -- | -- | -- | -- | -- | --- | -- | --- | --- | -- | -- | --- | -- | --- |  |  |  |  | ----- | ---- |
| 2013 | Moto3  | FTR Honda | 23 | 22 | 26 | 20 | 24 | 17 | 26 | 30 | NE | Rit | 28 | Rit | Rit | 17 | 16 | Rit | 20 | Rit |  |  |  |  | 0     |      |

| 2014 | Classe | Moto |    |   |     |   |   |     |    |    |    |     |    |    |     |    |    |    |     |    |  |  |  |  | Punti | Pos. |
| ---- | ------ | ---- | -- | - | --- | - | - | --- | -- | -- | -- | --- | -- | -- | --- | -- | -- | -- | --- | -- |  |  |  |  | ----- | ---- |
| 2014 | Moto3  | KTM  | 10 | 7 | Rit | 8 | 4 | Rit | 10 | NP | NP | Rit | 17 | 21 | Rit | 24 | 13 | 11 | Rit | 16 |  |  |  |  | 50    | 16º  |

| 2015 | Classe | Moto     |   |     |    |   |   |   |    |    |     |     |    |     |   |    |    |     |    |    |  |  |  |  | Punti | Pos. |
| ---- | ------ | -------- | - | --- | -- | - | - | - | -- | -- | --- | --- | -- | --- | - | -- | -- | --- | -- | -- |  |  |  |  | ----- | ---- |
| 2015 | Moto3  | Mahindra | 9 | Rit | 11 | 7 | 3 | 4 | 20 | 11 | Rit | Rit | 12 | Rit | 8 | 11 | 15 | Rit | 17 | 13 |  |  |  |  | 76    | 14º  |

| 2016 | Classe | Moto     |   |    |    |   |    |   |     |   |    |    |     |   |    |    |   |     |   |     |  |  |  |  | Punti | Pos. |
| ---- | ------ | -------- | - | -- | -- | - | -- | - | --- | - | -- | -- | --- | - | -- | -- | - | --- | - | --- |  |  |  |  | ----- | ---- |
| 2016 | Moto3  | Mahindra | 3 | 23 | 14 | 3 | 12 | 3 | Rit | 1 | 10 | 11 | Rit | 2 | 21 | 16 | 6 | Rit | 1 | Rit |  |  |  |  | 145   | 4º   |

| 2017 | Classe | Moto  |    |   |    |   |   |    |    |    |   |   |   |   |   |    |   |    |   |   |  |  |  |  | Punti | Pos. |
| ---- | ------ | ----- | -- | - | -- | - | - | -- | -- | -- | - | - | - | - | - | -- | - | -- | - | - |  |  |  |  | ----- | ---- |
| 2017 | Moto2  | Kalex | 12 | 7 | 16 | 2 | 2 | 22 | 13 | 10 | 3 | 7 | 4 | 5 | 3 | 10 | 4 | 12 | 5 | 4 |  |  |  |  | 174   | 5º   |

| 2018 | Classe | Moto  |   |   |   |   |   |   |   |   |    |   |   |    |   |   |   |   |    |   |    |  |  |  | Punti | Pos. |
| ---- | ------ | ----- | - | - | - | - | - | - | - | - | -- | - | - | -- | - | - | - | - | -- | - | -- |  |  |  | ----- | ---- |
| 2018 | Moto2  | Kalex | 1 | 9 | 1 | 3 | 1 | 4 | 8 | 1 | 12 | 3 | 1 | AN | 1 | 2 | 1 | 1 | 12 | 3 | 14 |  |  |  | 306   | 1º   |

| 2019 | Classe | Moto   |     |    |   |     |     |     |     |    |    |    |   |    |     |    |    |    |   |    |    |  |  |  | Punti | Pos. |
| ---- | ------ | ------ | --- | -- | - | --- | --- | --- | --- | -- | -- | -- | - | -- | --- | -- | -- | -- | - | -- | -- |  |  |  | ----- | ---- |
| 2019 | MotoGP | Ducati | Rit | 14 | 9 | Rit | Rit | Rit | Rit | 14 | 17 | 12 | 7 | 11 | Rit | 16 | 11 | 13 | 4 | 12 | NP |  |  |  | 54    | 15º  |

| 2020 | Classe | Moto   |    |   |     |    |     |     |   |     |   |    |     |     |     |    |     |  |  |  |  |  |  |  | Punti | Pos. |
| ---- | ------ | ------ | -- | - | --- | -- | --- | --- | - | --- | - | -- | --- | --- | --- | -- | --- |  |  |  |  |  |  |  | ----- | ---- |
| 2020 | MotoGP | Ducati | NE | 7 | Rit | NP | Inf | Inf | 2 | Rit | 6 | 13 | Rit | Rit | Rit | 11 | Rit |  |  |  |  |  |  |  | 47    | 16º  |

| 2021 | Classe | Moto   |   |   |   |   |   |     |   |   |   |    |   |    |   |   |   |     |   |   |  |  |  |  | Punti | Pos. |
| ---- | ------ | ------ | - | - | - | - | - | --- | - | - | - | -- | - | -- | - | - | - | --- | - | - |  |  |  |  | ----- | ---- |
| 2021 | MotoGP | Ducati | 3 | 6 | 2 | 2 | 4 | Rit | 7 | 5 | 6 | 11 | 2 | 14 | 1 | 1 | 3 | Rit | 1 | 1 |  |  |  |  | 252   | 2º   |

| 2022 | Classe | Moto   |     |    |   |   |   |   |     |   |     |     |   |   |   |   |   |     |   |   |   |   |  |  | Punti | Pos. |
| ---- | ------ | ------ | --- | -- | - | - | - | - | --- | - | --- | --- | - | - | - | - | - | --- | - | - | - | - |  |  | ----- | ---- |
| 2022 | MotoGP | Ducati | Rit | 15 | 5 | 5 | 8 | 1 | Rit | 1 | Rit | Rit | 1 | 1 | 1 | 1 | 2 | Rit | 3 | 3 | 1 | 9 |  |  | 265   | 1º   |

| 2023 | Classe | Moto   |   |     |      |    |      |   |   |    |   |   |     |   |      |    |    |   |    |   |    |    |  |  | Punti | Pos. |
| ---- | ------ | ------ | - | --- | ---- | -- | ---- | - | - | -- | - | - | --- | - | ---- | -- | -- | - | -- | - | -- | -- |  |  | ----- | ---- |
| 2023 | MotoGP | Ducati | 1 | 166 | Rit1 | 12 | Rit3 | 1 | 2 | 12 | 2 | 1 | NP2 | 3 | Rit2 | 23 | 18 | 2 | 27 | 3 | 25 | 15 |  |  | 467   | 1º   |

| 2024 | Classe | Moto   |    |      |    |   |   |   |   |   |    |   |   |      |   |      |    |   |    |    |   |   |  |  | Punti | Pos. |
| ---- | ------ | ------ | -- | ---- | -- | - | - | - | - | - | -- | - | - | ---- | - | ---- | -- | - | -- | -- | - | - |  |  | ----- | ---- |
| 2024 | MotoGP | Ducati | 14 | Rit4 | 58 | 1 | 3 | 1 | 1 | 1 | 13 | 3 | 1 | Rit9 | 2 | Rit1 | 31 | 1 | 34 | 13 | 1 | 1 |  |  | 498   | 2º   |

| 2025 | Classe | Moto   |   |    |    |    |   |    |      |   |    |    |   |    |   |  |  |  |  |  |  |  |  |  | Punti | Pos. |
| ---- | ------ | ------ | - | -- | -- | -- | - | -- | ---- | - | -- | -- | - | -- | - |  |  |  |  |  |  |  |  |  | ----- | ---- |
| 2025 | MotoGP | Ducati | 3 | 43 | 13 | 28 | 3 | 16 | Rit6 | 3 | 43 | 35 | 3 | 47 | 8 |  |  |  |  |  |  |  |  |  | 221   |      |

| Legenda | 1º posto        | 2º posto            | 3º posto            | A punti      | Senza punti        | Grassetto – Pole position Corsivo – Giro più veloce |
| Legenda | Gara non valida | Non qual./Non part. | Ritirato/Non class. | Squalificato | '-' Dato non disp. | Grassetto – Pole position Corsivo – Giro più veloce |

## Riconoscimenti sportivi
- Gazzetta Sports Awards: 3

Categoria Promessa: 2018
Categoria Rivelazione: 2021
Categoria Exploit individuale dell'anno: 2023

## Doppiaggio
- Elemental, regia di Peter Sohn (2023)